# Divo (Costa de Marfil)
Divo  da nombre a una localidad y a un departamento en Costa de Marfil.
El departamento de Divo se encuentra en la región Sud-Bandama.